# Monte Gavia
Der Monte Gavia ist ein 3223 m s.l.m. hoher Berg in der Sobretta-Gavia-Gruppe in den lombardischen Alpen (Lombardei, Italien). Der Berg steht nordwestlich des Gaviapasses, dessen Scheitelpunkt er um rund 600 Meter überragt. Auf den Berg führt ein ehemaliger Kriegssteig aus dem Alpenkrieg. Er ist Teil des Nationalparks Stilfserjoch.